# تيد وين
تيد وين (بالإنجليزية: Ted Winn)‏ هو كاتب أغاني أمريكي، ولد في 1970 في ممفيس في الولايات المتحدة.